# Колонна победы (Рига)
Колонна победы (Александровская колонна) — ныне не существующий памятник на Замковой площади в городе Риге. Был установлен в 1817 году в память о победе Российской империи в военной кампании против Наполеона. В 1915 году демонтирован: бронзовые части вывезены из города (предположительно в Москву) и впоследствии утрачены; гранитное основание разобрано в 1936 году (хранится в виде фрагментов в Риге).

## Создание и установка памятника
Во второй половине XVIII века ров, отделявший Рижский замок от города, был засыпан, а образовавшаяся площадь была застроена. В центре площади вскоре после окончания Отечественной войны 1812 года был создании памятник, в честь победы в военной кампании против войск Наполеона. Распоряжение об этом отдал рижский генерал-губернатор маркиз Филипо Паулуччи.
Рижское купечество начало сбор средств на строительство памятника в честь победы, в которую внесли свой вклад и остзейские дворяне, и ополченцы, и мастеровые.
10 октября 1814 года, в день двухлетней годовщины отступления армии Наполеона Бонапарта из Москвы, в Риге на Замковой площади состоялась торжественная закладка фундаментального камня будущей колонны, которая должна была олицетворять Победу в образе античной богини.
При закладке присутствовал Паулуччи с советниками и высокопоставленные лица Прибалтийского края. Церемония происходила при большом скоплении народа. Периодическое издание «Рижская газета» (на немецком языке «Rigasche Zeitung») зафиксировало церемонию основания памятника:
Годовщина освобождения Москвы, как для России, так и для всей Европы, была днем празднования своего освобождения — сегодня нами отмечена с чувством любви к Отечеству. Рижское купечество решило выразить свою любовь и преданность благословенному монарху тем, чтобы соорудить достойный памятник, который напоминал бы нашему потомству о событиях 1812, 1813, и 1814 годов. Для этой «колонны» из гранита, увенчанной наверху металлической Богиней Победы, на Замковой площади был заложен камень. После торжественного православного богослужения выступил господин старший пастор Бергман с соответствующей речью, произнесенной с чувством. В свинцовый ящик был уложен памятный документ (на русском, немецком, латинском языках) и замурован в основание будущего памятника. Присутствовали высокопоставленные лица (идет перечень их), в том числе господин военный генерал-губернатор маркиз Паулуччи и генерал-фельдмаршал Барклай-де-Толли, который в отдельности замуровал один камень. Множество зрителей окружило площадь, впереди офицерский корпус, затем служащие государственных и городских учреждений. Стояла также группа раненных ветеранов, недавно прибывших из Франции. Внимание и благодарность этим отважным выразилась тем, что им был преподнесен подарок в размере 3500 рублей. С благодарным чувством смогут эти спасители Москвы, с гордостью в будущем взглянуть на сооруженную «Колонну чести», которая напомнит потомству об их геройских поступках во имя спасения, спокойствия и благоденствия России.
Большинство финансовых обязательств по обеспечению заказа на установку памятника победе взял на себя богатый придворный из Санкт-Петербурга по фамилии Ролл. Именно он обеспечивал изготовителей материалом для «наполнения» колонны. Когда колонна была готова, её погрузили на судно и отправили в Ригу, однако корабль с грузом потерпел крушение у берегов острова Эзель, у города Аренсбург. Тем не менее, колонна с использованием лебёдок была поднята со дна Балтийского моря и доставлена в Ригу (этими работами руководил старший лейтенант фон Рейнике).
Чтобы колонна могла устойчиво располагаться на отведенном для неё месте, был выполнен ряд укрепляющих работ, так как здесь некогда проходил рижский ров и пролегала полоса фортификационных укреплений.
Для открытия Колонны победы был выбран день 16-й годовщины коронации российского императора Александра I — 15 (27) сентября 1817 года. За 6 дней до этого состоялась церемония освящения ещё одного памятника — триумфальных Aлександровских ворот, так что можно говорить о череде мероприятий, связанных с годовщиной победы над войском Наполеона. Войсковые части были своевременно размещены вокруг Замковой площади в четыре ряда, чтобы сдержать натиск народных масс. Сперва при огромном скоплении народа состоялось православное богослужение, затем раздался артиллерийский залп — и величественная колонна предстала перед глазами публики. Церемония довольно подробно была описана в «Рижской газете», цитата из которой приведена выше.

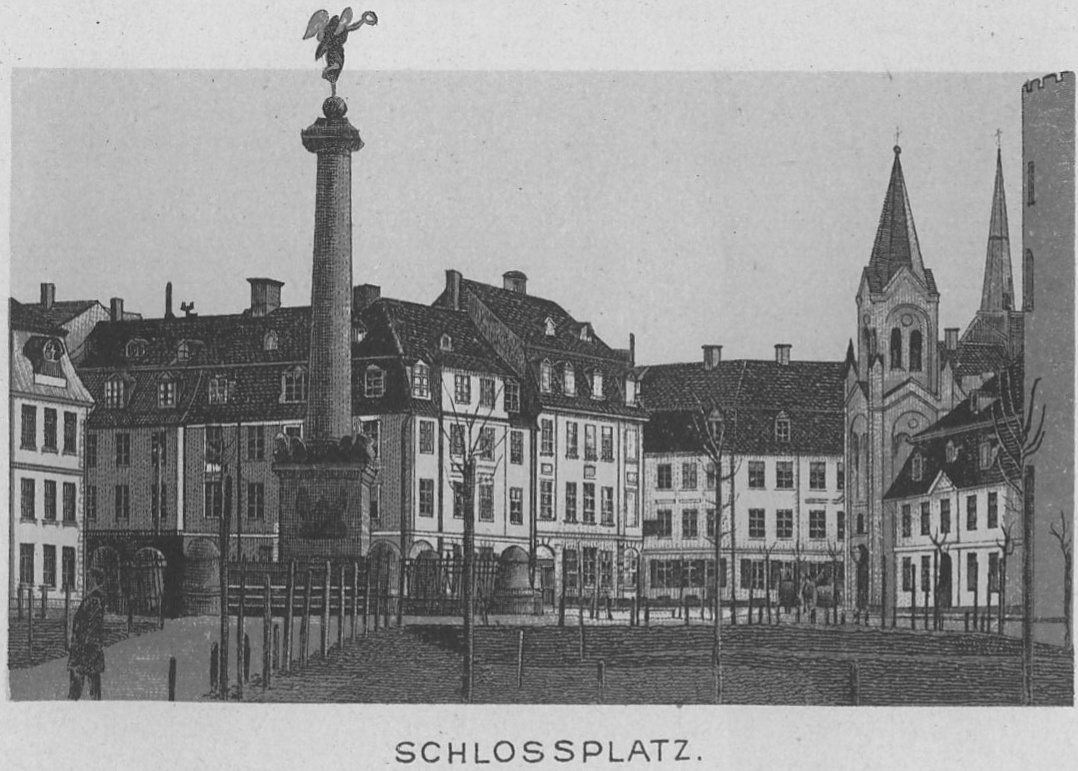
Колонна победы на Замковой площади.

Колонна стала одной из достопримечательностей Риги своего времени; почтовые открытки с её изображением получили хождение по территории многих европейских государств.

## Создатели колонны и её параметры
- Архитектор колонны: предположительно Джакомо Кваренги
- Автор скульптурного изображения Ники: Б. И. Орловский
- Непосредственный «исполнитель» скульптуры из бронзы: мастер-литейщик Василий Екимов
- Создатель колонны из гранита: Семён Суханов
- Руководитель строительных работ по установлению колонны: И. Д. Готфрид
- Общая высота: 15,83 метра

## Демонтаж и эвакуация
В ходе Первой мировой войны, в 1915 году, было принято решение об эвакуации промышленных и культурных объектов из Риги. Медные и бронзовые детали памятника — скульптура Ники, ограда, доски с надписями-посвящениями — были отправлены вглубь России, подальше от линии фронта. Сама гранитная колонна продолжала возвышаться посреди Замковой площади.
Современный рижский историк Игорь Гусев высказывает предположение, что бронзовые и медные фрагменты памятника были оставлены на одном из интендантских складов Москвы, проводя обоснованную параллель с судьбой памятника Барклаю-де-Толли (согласно сведениям, озвученным в газете «Рижские вести» за 1915 год). Доподлинно установить местонахождение скульптуры после эвакуации не представляется возможным. После Октябрьской революции, согласно информации, приводимой Гусевым, интендантские склады уже начали служить гаражами для сотрудников НКВД, а следов бронзовой богини победы обнаружить не удалось — скорее всего, она была переплавлена.
Гранитная часть памятника стояла на площади перед Рижским замком до 1936 года, когда была демонтирована и в виде фрагментов перемещена в сад Виестура, где находилась до конца 1980-х годов.

Элементы ограждения Колонны победы. Фото 2010 года.

Фрагменты самой Колонны и её постамента. Фото 2010 года.

## Попытка возрождения
В середине 1989 года на заседании Рижского горисполкома было принято решение о восстановлении Колонны победы. Однако её место к этому времени было занято памятником П. И. Стучке (скульптор Эмиль Мелдерис, 1962). Колонну победы было решено установить на площади Екаба, примыкающей к зданию рижского Арсенала. Были проведены работы по благоустройству площади, а колонна в середине октября — начале ноября 1990 года заново скреплена и перевезена на предполагаемое место установки.
Однако восстановление Колонны победы так и не состоялось. Поводом для отмены решения горисполкома стал протест актёров Латвийского национального театра, находящегося рядом с площадью. Манифестацию возглавил один из лидеров Движения за национальную независимость Латвии Юрис Добелис, заявивший, что «этот памятник никак не связан с историей Латвии и Риги, но — с царской Россией». После этого Колонна была вывезена на территорию, принадлежащую Рижскому комбинату благоустройства (в районе между Саркандаугавой и Межапарком), где хранится в виде фрагментов по сей день.
Вопрос о восстановлении колонны поднимался на заседании городского совета по памятникам в 2008 году. Было предложено несколько вариантов её размещения, однако никакого официального решения принято не было.
В 2017 году, к 200-летию воздвижения Колонны, общественность снова обратилась в Рижскую думу с предложением восстановить памятник, имеющий не политическое, а культурно-историческое значение. Это обращение осталось без ответа.